# Nils Frommhold
Nils Frommhold né le 17 septembre 1986 à Berlin en Allemagne est un triathlète professionnel allemand, vainqueur sur triathlon Ironman et champion d'Allemagne de triathlon longue distance en 2015.

## Biographie

### Jeunesse
Nils Frommhold commence le sport par la pratique de la natation. En 2009, pratiquant dès lors le triathlon, il obtient un titre de champion d'Allemagne dans la catégorie U23 (espoir). Il devient membre de l'équipe nationale en 2012 et participe en France au Grand Prix de triathlon pour le club Metz Triathlon.

### Carrière en triathlon
En novembre 2012, il gagne pour sa première participation à un Ironman, l'Ironman Arizona à Tempe. Il renouvelle cette performance en avril 2014 en remportant l'Ironman Afrique du Sud, victoire qui lui permet de se qualifier pour le championnat du monde d'Ironman à Kona (Hawaï). Il finit pour cette première participation à la 6e place.
En juillet 2015, il remporte le Challenge Roth, après avoir fini second en 2014. Cette compétition servant également de support aux championnats d'Allemagne de triathlon longue distance, il double cette victoire de ce titre national.

## Palmarès
Le tableau présente les résultats les plus significatifs (podiums) obtenus sur le circuit national et international de triathlon depuis 2012,.
| Année | Compétition                                | Pays           | Position           | Temps           |
| ----- | ------------------------------------------ | -------------- | ------------------ | --------------- |
| 2021  | Challenge Roth                             | Allemagne      | Médaille d'argent  | 7 h 30 min 31 s |
| 2019  | Ironman 70.3 Astana                        | Kazakhstan     | Médaille d'or      | 3 h 46 min 8 s  |
| 2017  | Ironman Afrique du Sud                     | Afrique du Sud | Médaille d'argent  | 7 h 59 min 30 s |
| 2017  | Ironman 70.3 St. Pölten                    | Autriche       | Médaille d'or      | 3 h 56 min 47 s |
| 2016  | Challenge Roth                             | Allemagne      | Médaille de bronze | 7 h 59 min 49 s |
| 2016  | Ironman 70.3 Suisse                        | Suisse         | Médaille d'or      | 3 h 50 min 38 s |
| 2015  | Challenge Roth                             | Allemagne      | Médaille d'or      | 9 h 25 min 42 s |
| 2015  | Championnat d'Allemagne longue distance LD | Allemagne      | Médaille d'or      | 9 h 25 min 42 s |
| 2015  | Ironman 70.3 Autriche                      | Autriche       | Médaille d'argent  | 3 h 51 min 38 s |
| 2014  | Ironman Afrique du Sud                     | Afrique du Sud | Médaille d'or      | 8 h 26 min 7 s  |
| 2014  | Challenge Roth                             | Allemagne      | Médaille d'argent  | 8 h 0 min 39 s  |
| 2014  | Ironman 70.3 Luxemburg                     | Luxembourg     | Médaille d'argent  | 3 h 49 min 5 s  |
| 2013  | Ironman 70.3 Salzburg                      | Autriche       | Médaille d'argent  | 3 h 51 min 44 s |
| 2012  | Ironman Arizona                            | États-Unis     | Médaille d'or      | 8 h 3 min 16 s  |
| 2012  | Frankfurt Triathlon                        | Allemagne      | Médaille d'or      | 1 h 52 min 7 s  |